# خانواده (فیلم ۲۰۰۴)
خانواده (انگلیسی: A Family؛‏ کره‌ای: 가족) فیلم درام محصول سال ۲۰۰۴ کره جنوبی به نویسندگی و کارگردانی لی جونگ چول و با بازی سو ئه و جو هیون است.

## بازیگران
- سو ئه در نقش جونگ اون
- جو هیون در نقش جو سوک
- پارک جی بین در نقش جونگ هوان
- پارک هی سون در نقش چانگ وون
- اوم ته وونگ در نقش دونگ‌سو
- جونگ ووک در نقش بیونگ چون
- چو گی جونگ در نقش صاحب سالن زیبایی
- جون گوک هوان در نقش مان شیک
- کیم سه دونگ

## جوایز و نامزدی‌ها
| سال  | مراسم جوایز               | دسته                      | نامزد / اثر | نتیجه    |
| ---- | ------------------------- | ------------------------- | ----------- | -------- |
| ۲۰۰۴ | جوایز فیلم اژدهای آبی     | بهترین بازیگر زن تازه‌کار  | سو ئه       | برنده    |
| ۲۰۰۴ | جوایز فیلم اژدهای آبی     | بهترین کارگردان تازه‌کار   | لی جونگ چول | نامزدشده |
| ۲۰۰۴ | جوایز فیلم کره‌ای          | بهترین بازیگر مرد تازه‌کار | پارک هی سون | نامزدشده |
| ۲۰۰۴ | جوایز فیلم کره‌ای          | بهترین بازیگر زن تازه‌کار  | سو ئه       | برنده    |
| ۲۰۰۴ | جوایز کات کارگردان        | بهترین بازیگر زن تازه‌کار  | سو ئه       | برنده    |
| ۲۰۰۴ | جوایز سینه۲۱              | بهترین بازیگر زن تازه‌کار  | سو ئه       | برنده    |
| ۲۰۰۵ | جوایز مکس مووی            | بهترین بازیگر زن          | سو ئه       | برنده    |
| ۲۰۰۵ | جوایز هنری بکسانگ         | بهترین بازیگر زن تازه‌کار  | سو ئه       | برنده    |
| ۲۰۰۵ | جوایز ناقوس بزرگ          | بهترین بازیگر زن تازه‌کار  | سو ئه       | نامزدشده |
| ۲۰۰۵ | جشنواره فیلم آسیا پاسیفیک | بهترین بازیگر مرد         | جو هیون     | برنده    |